# 善見寺
善见寺，泰语名为素他寺（羅馬化：Wat Suthat），又译苏泰寺、素泰寺、素塔寺，全称素塔贴瓦拉兰大御佛寺（羅馬化：Wat Suthat Thepwararam Ratchaworamahawihan），是泰国曼谷一间佛寺，位于拍那空县拉差博披寺区。
善见寺有全泰最长的戒堂，庙前是曼谷的著名地标千秋棚。寺庙开放至晚间9点，是曼谷少見的夜间开放的佛寺。

## 历史
善见寺于1807年由拉玛一世王下令动工，拉玛一世欲模仿阿瑜陀耶城以寺庙为都城中心的做法，将这座寺庙打造成曼谷之中心。最终在1847年至1848年，历经三世国王終於建成。
寺内的壁画颇为华丽，是为泰国艺术之精华作品，地位崇高。大殿正门的雕刻由二世王亲自设计及起雕。精舍内供奉的释迦牟尼佛像（พระศรีศากยมุนี）高8尺，从素可泰府船运而来，是14世紀素可泰王國昙摩罗阇一世時期的作品；其底座埋有拉玛八世的遗骨。
精舍地基由28座中式佛塔围绕，象征南传佛教的二十八佛，屋顶为典型的拉达那哥欣早期样式。精舍后是戒堂，整体朝东，68根方柱支撑，宽23米，长70米，是全泰最长的戒堂，绕行一圈需要4分钟。
在戒堂和讲经堂内另外供奉两尊佛像：拍佛陀代洛甲切（พระพุทธไตรโลกเชษฐ์），拉瑪三世时期鑄造；拍佛陀社他穆尼（พระพุทธเศรษฐมุนี），1839年鑄造。

## 传说
有泰国民间传说指，善见寺在夜间时会有饿鬼出没，有言道“善见寺的饿鬼”，“金山寺的秃鹫”。戒堂内有一处壁画即讲述僧侣喂饿鬼饮水的故事。

## 图册

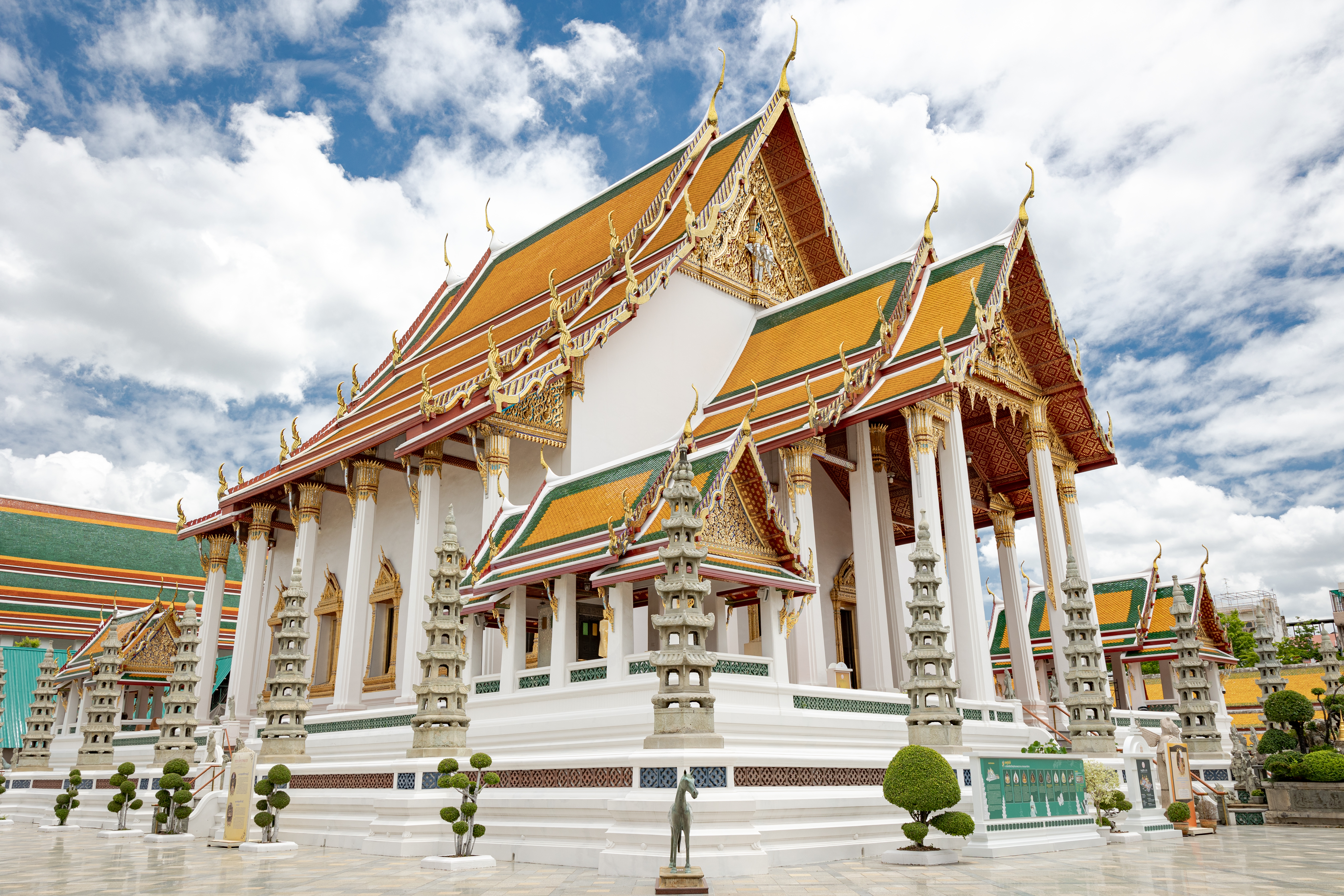
精舍
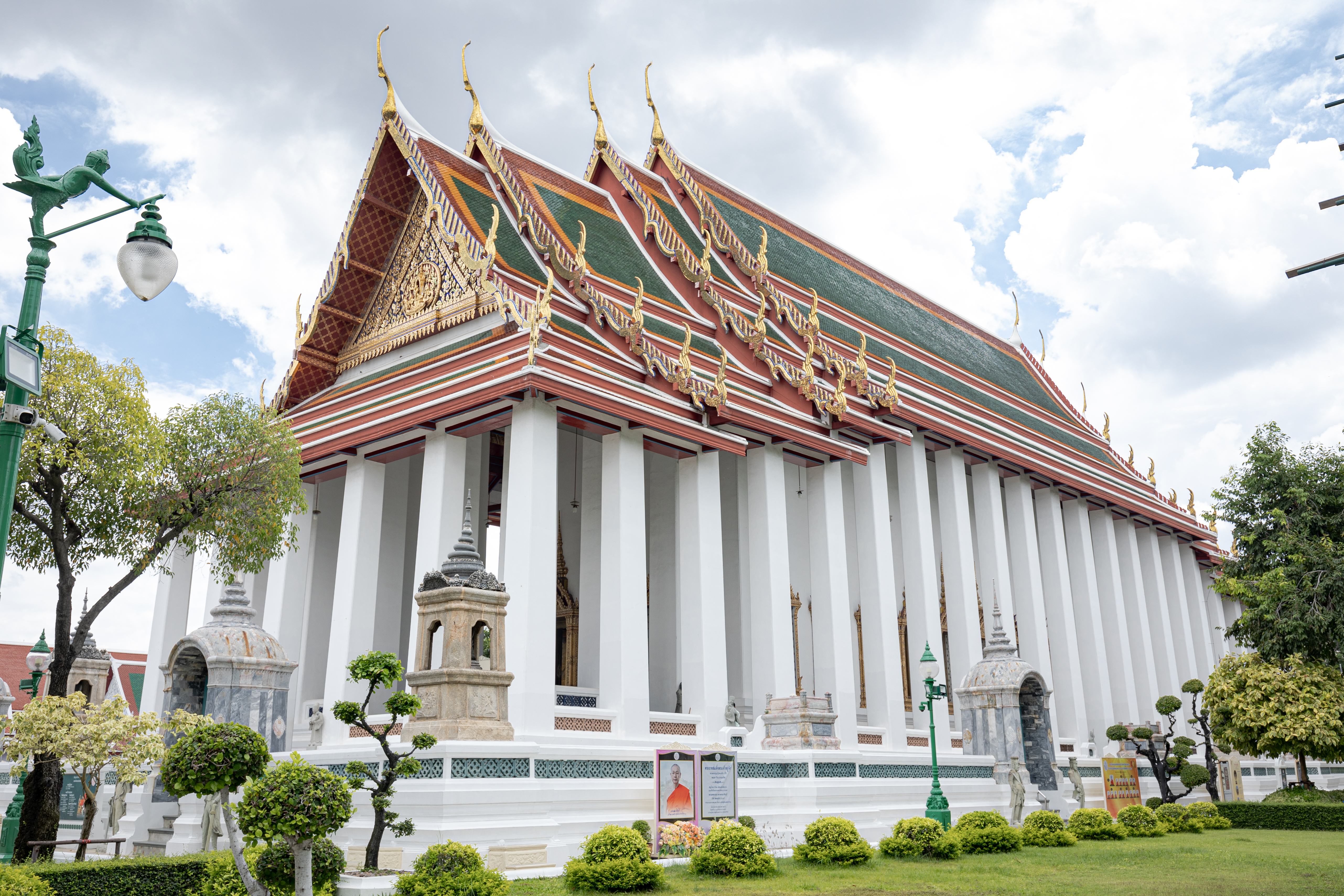
戒堂
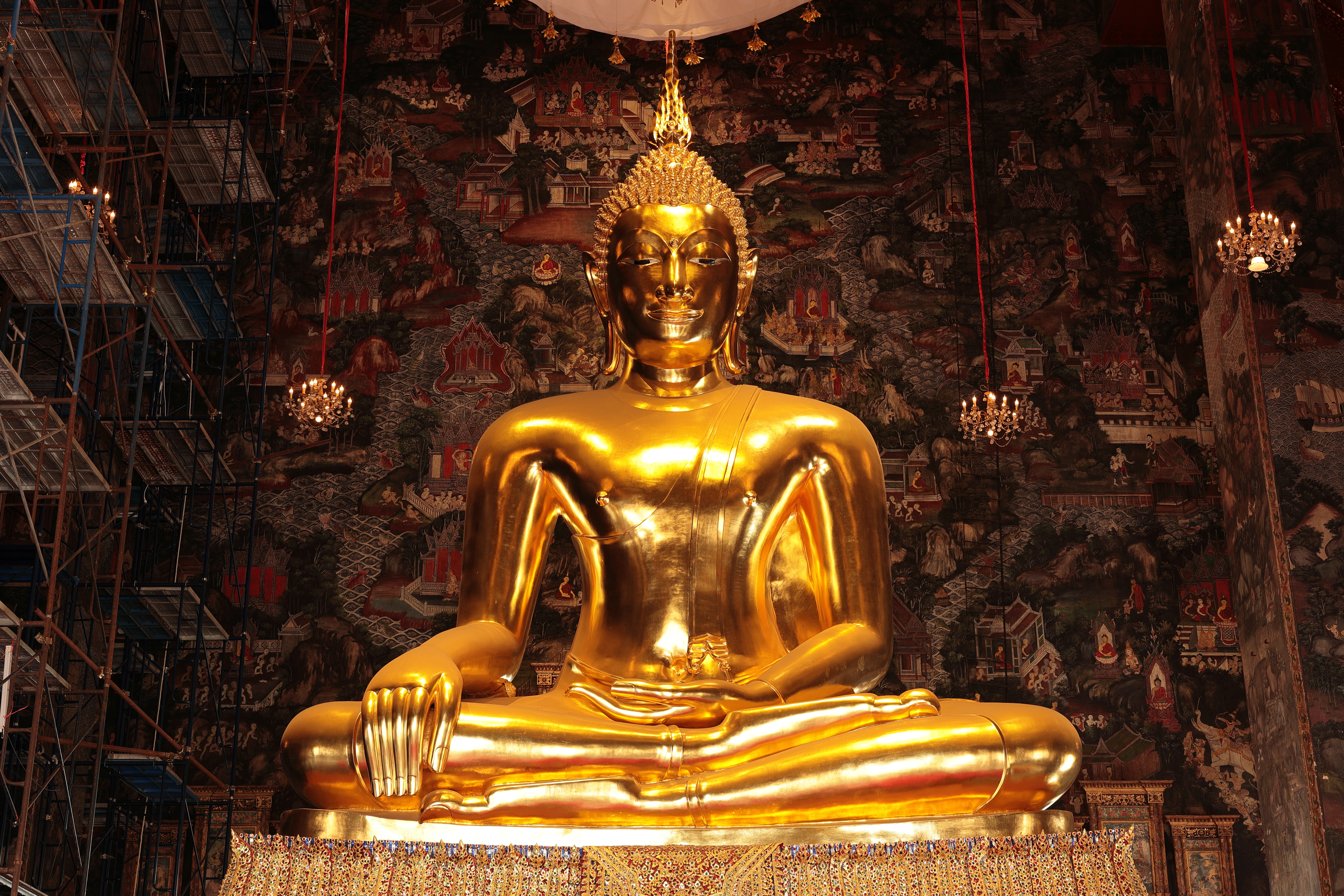
精舍供奉的Phra Sri Sakyamuni造像
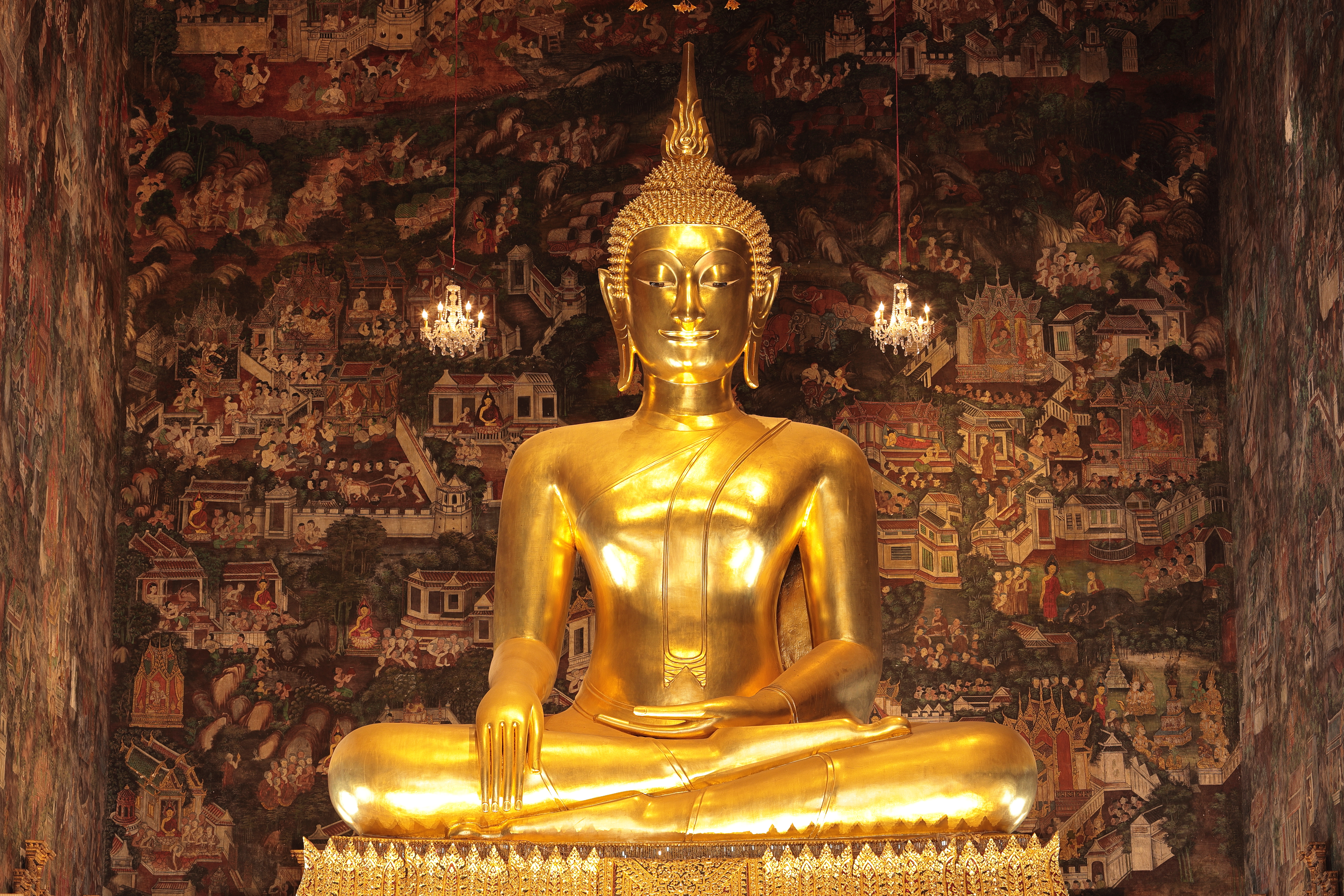
戒堂供奉的Phra Buddha Trilokachet造像
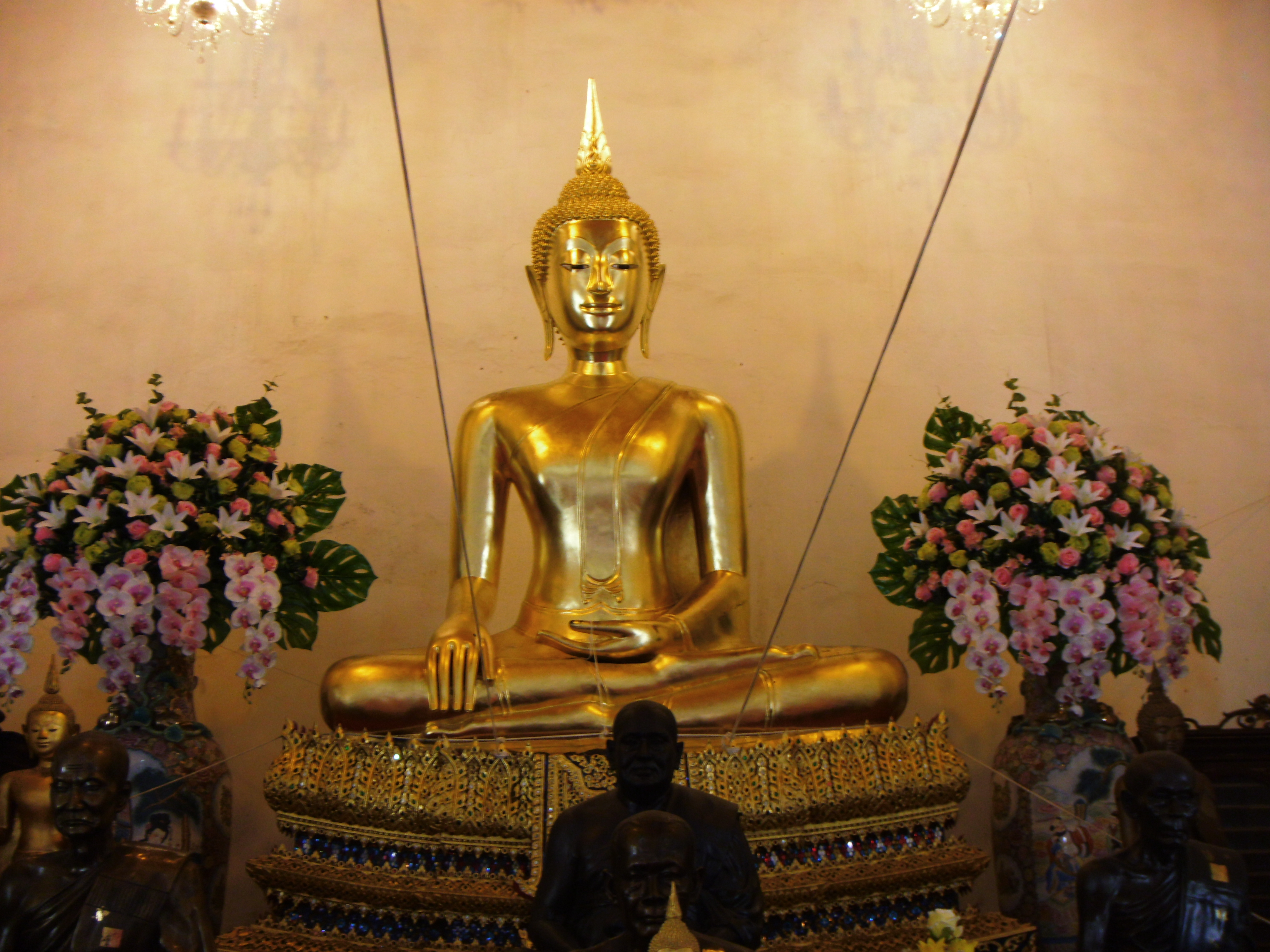
讲经堂供奉的Phra Buddha Setthamuni造像
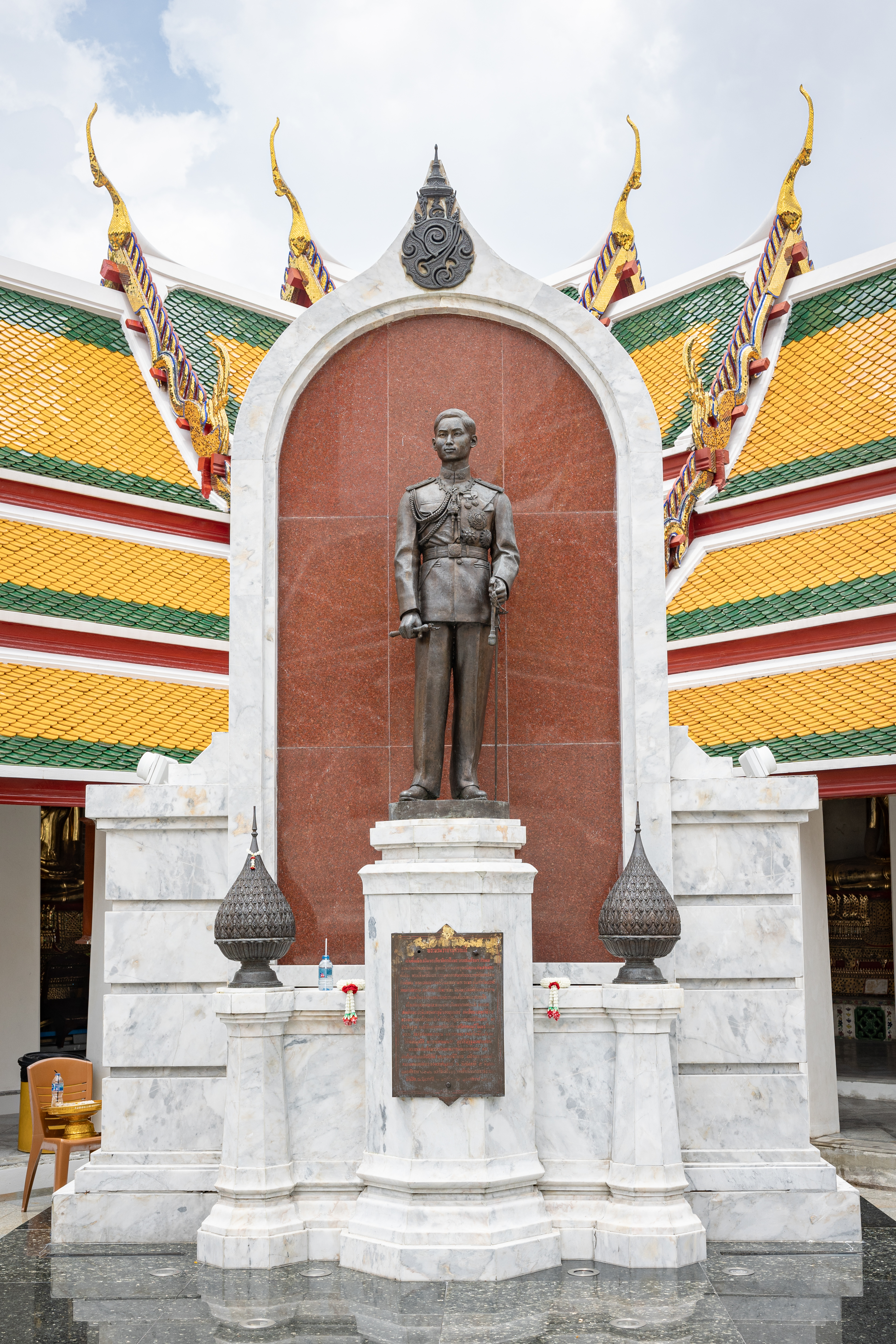
拉玛八世像
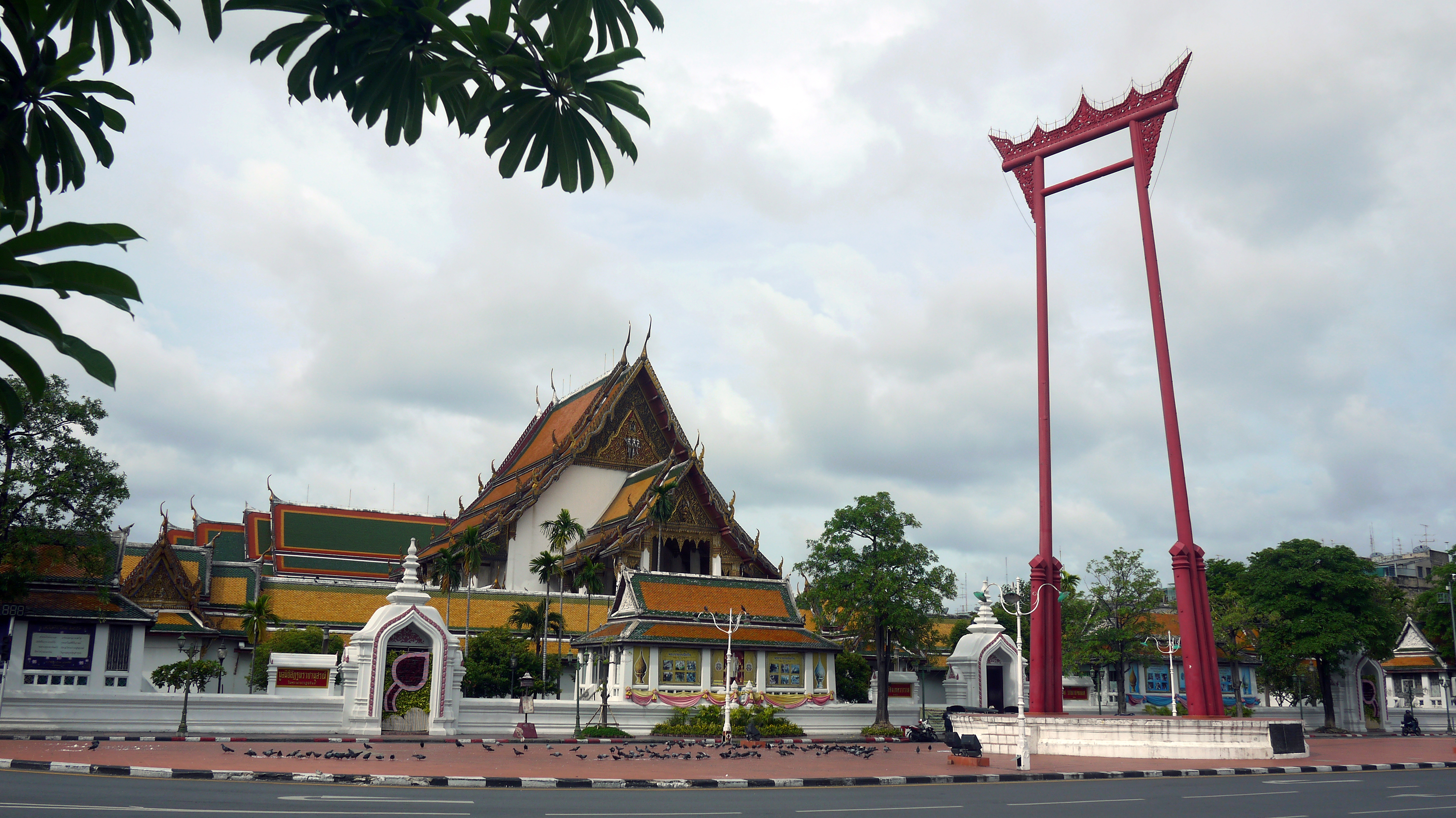
善见寺和大秋千
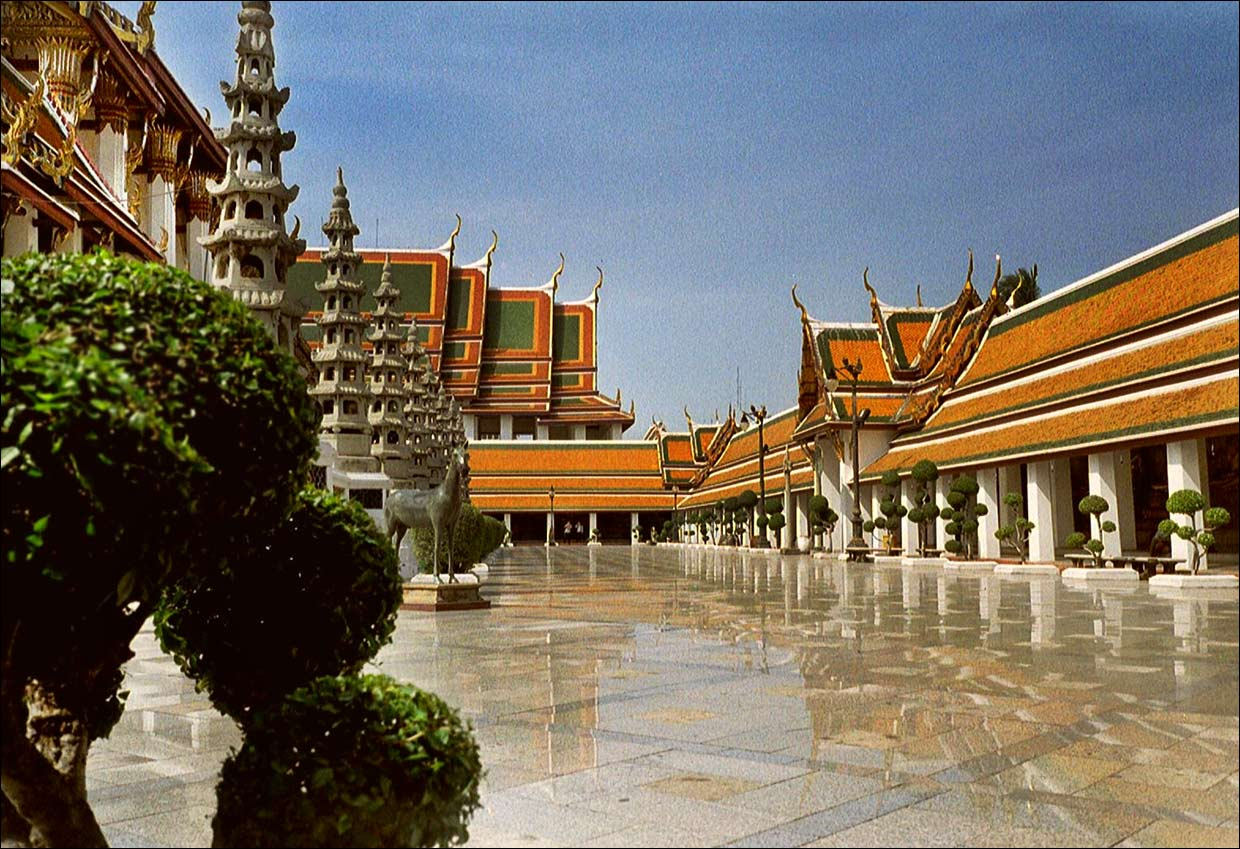
寺内围墙
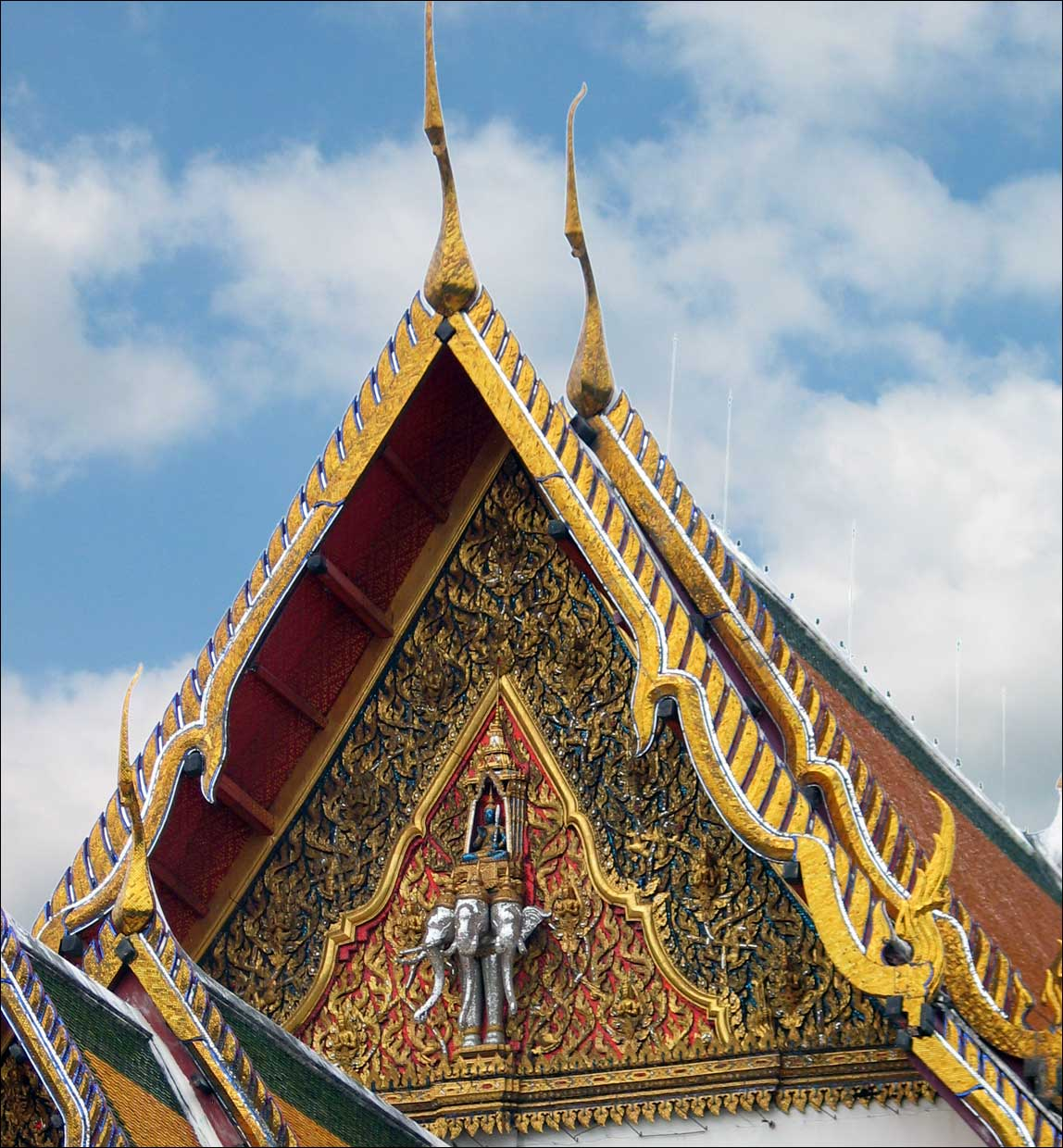
屋顶侧面的装饰
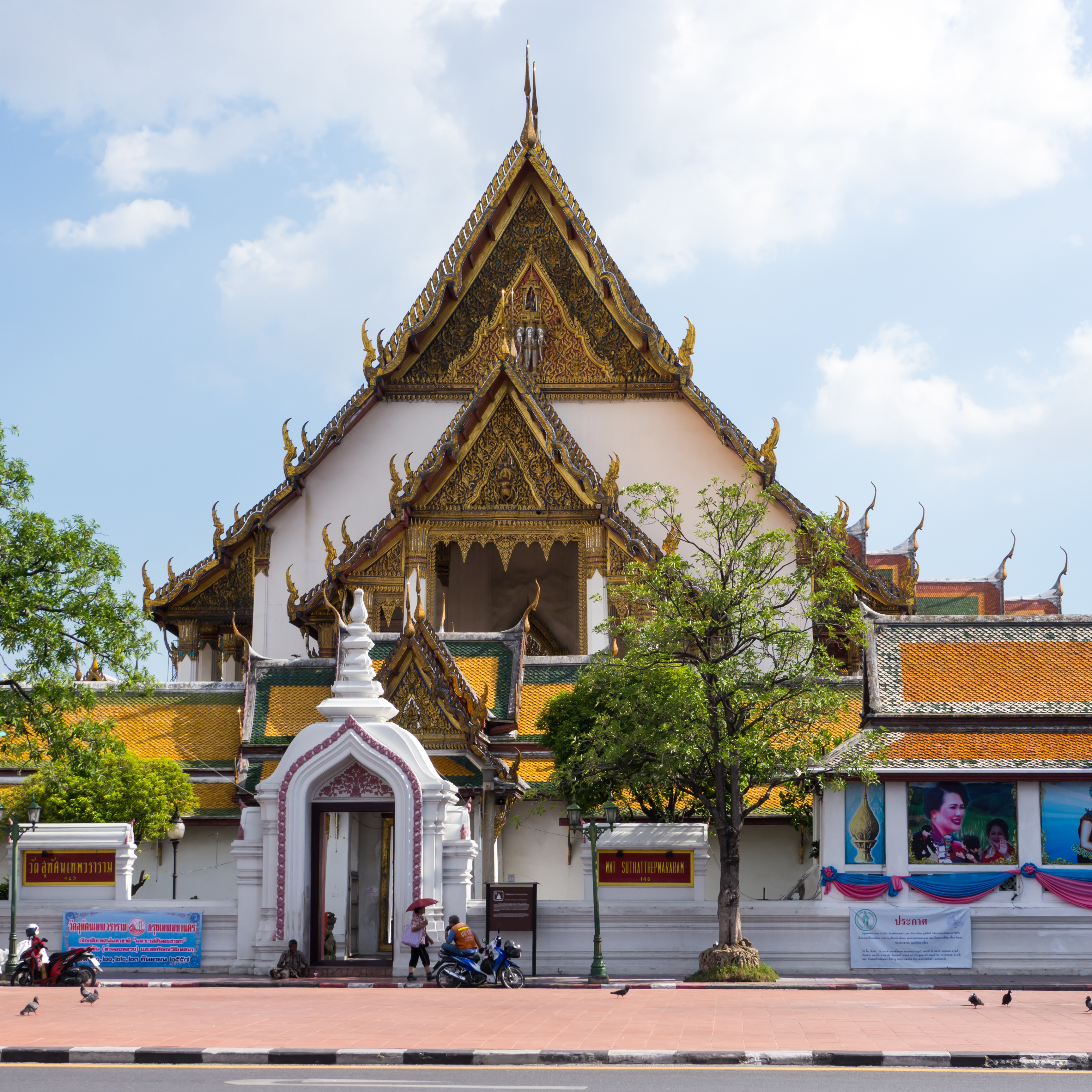
自寺外望去
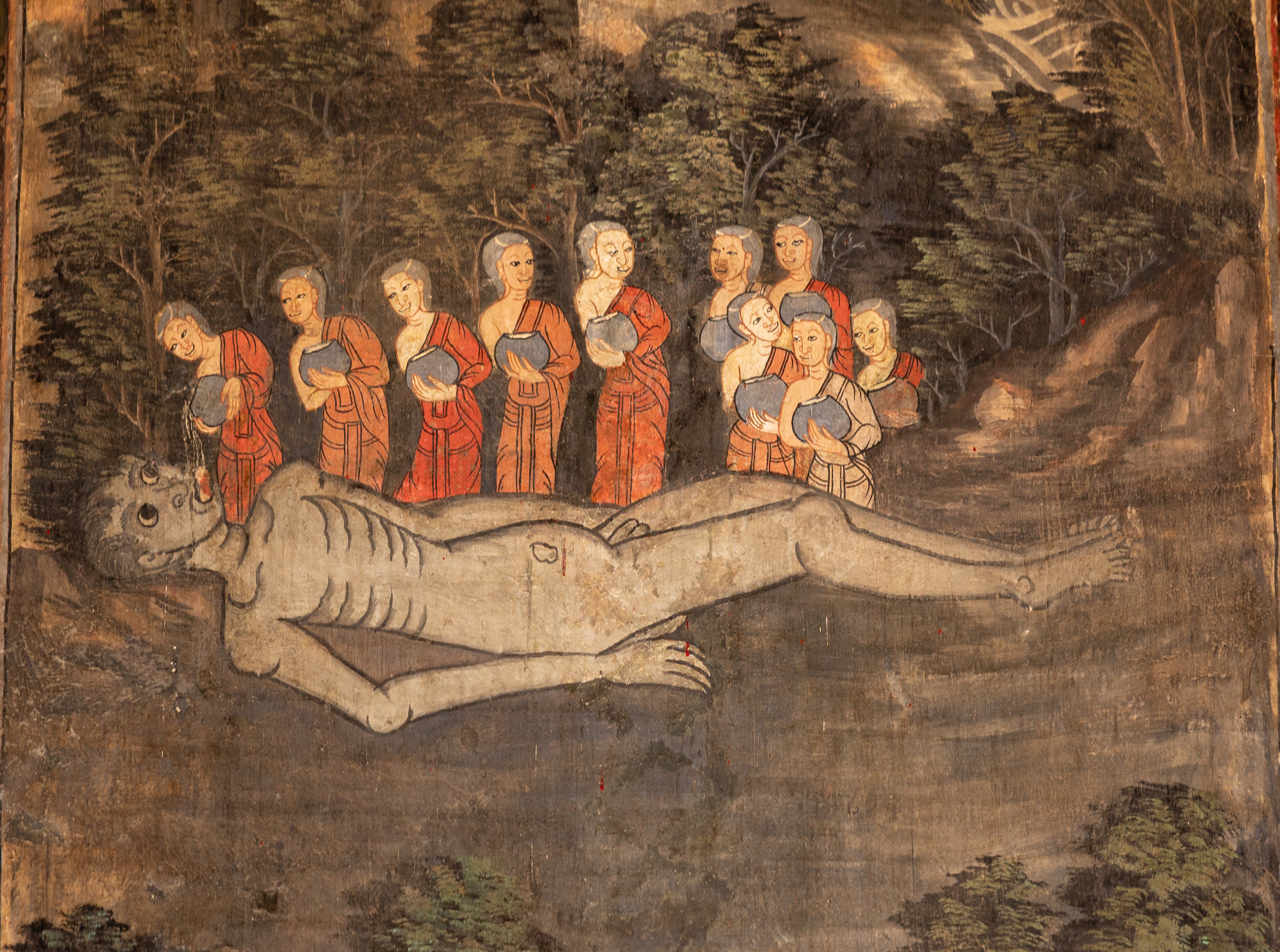
饿鬼饮水壁画
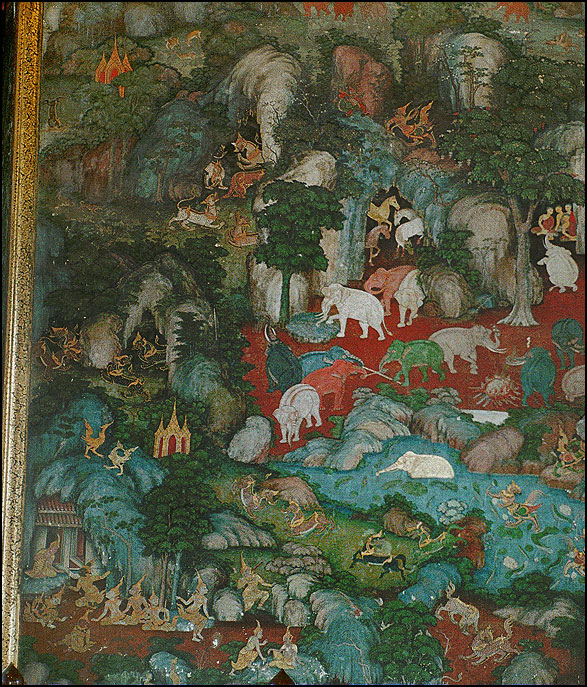
戒堂壁画
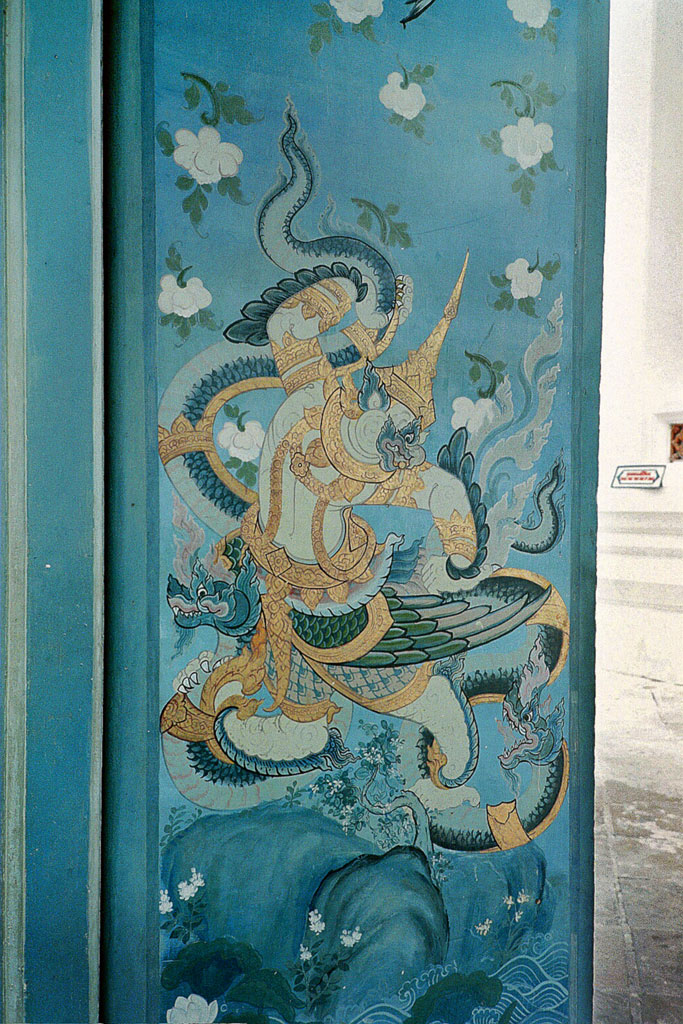
戒堂大门的迦楼罗绘画
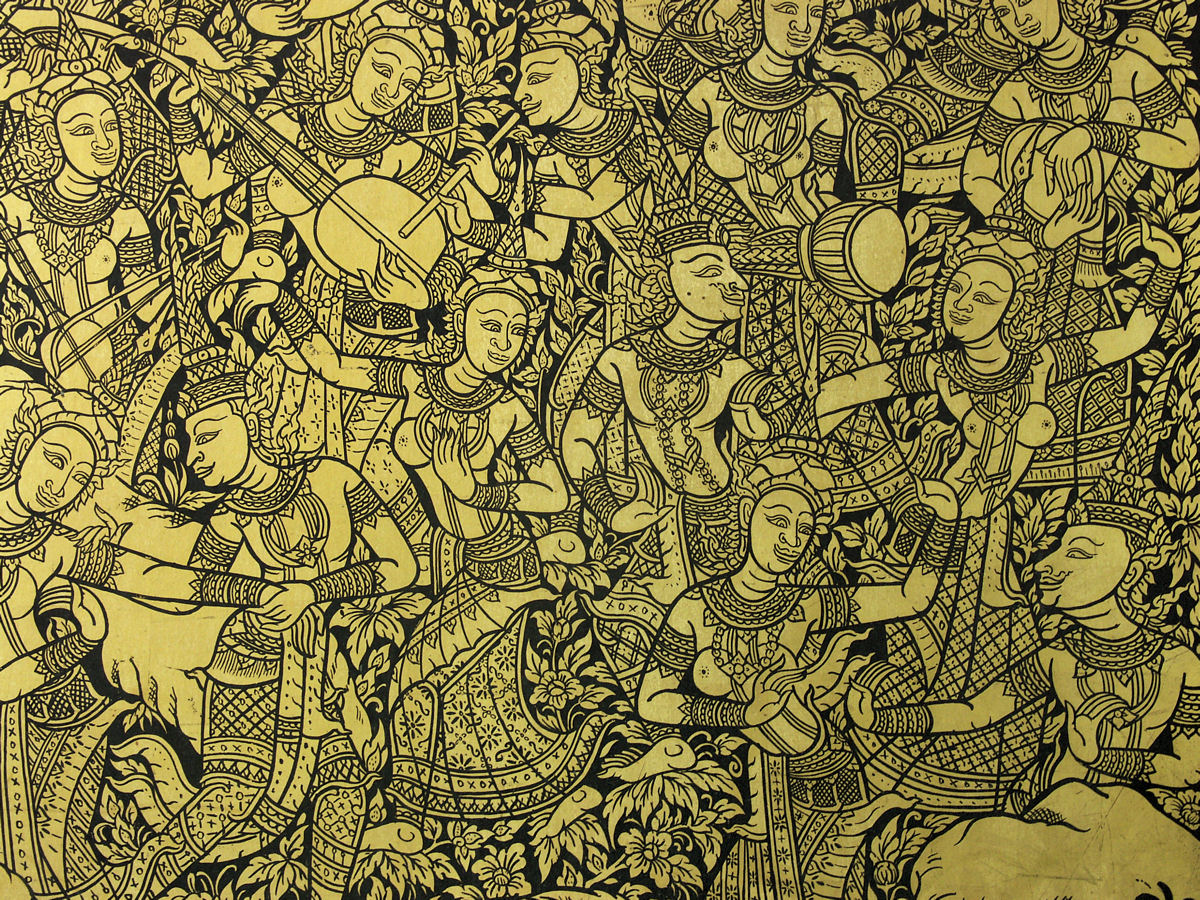
窗板的水磨漆金装饰
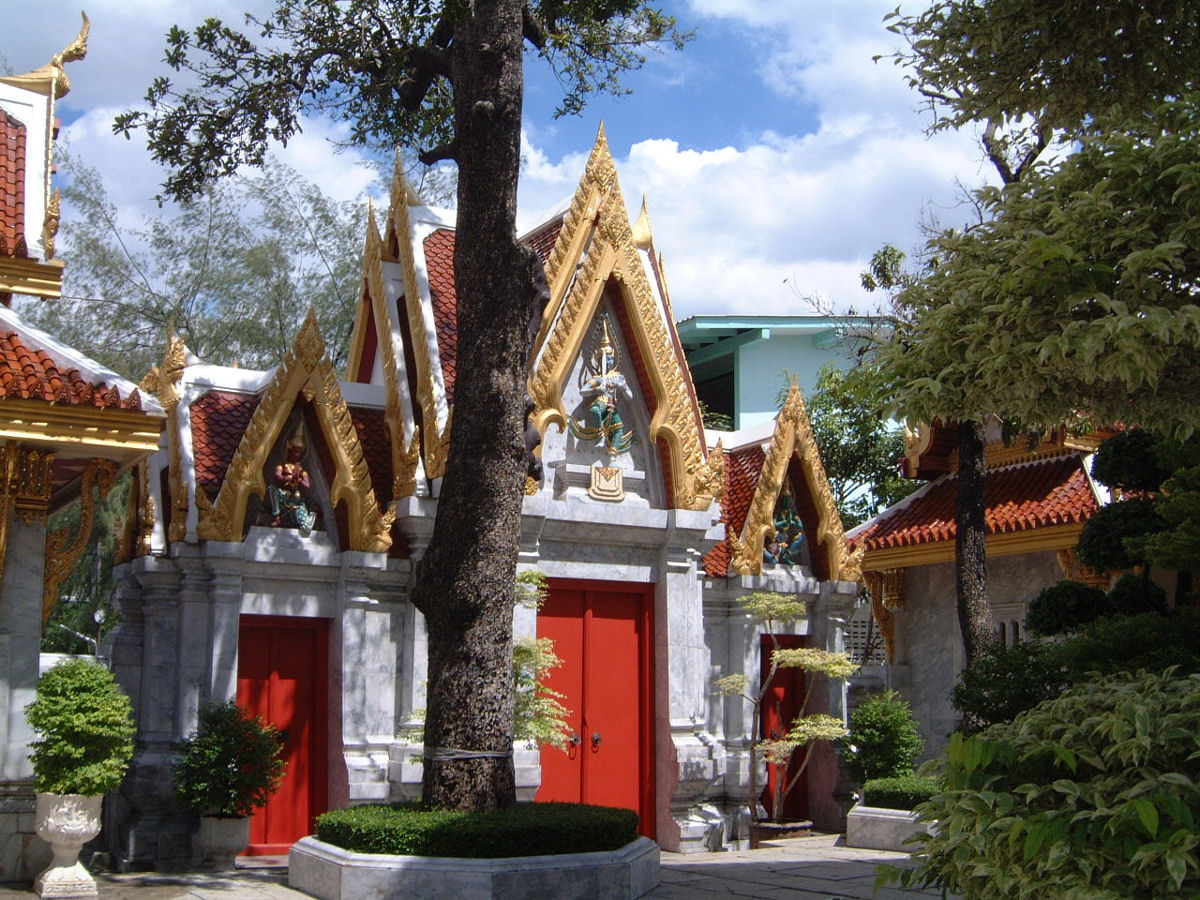
南侧建筑